# Abbas Ajad
Abbas Ajad (ur. 11 maja 1987) – bahrajński piłkarz występujący na pozycji obrońcy w drużynie Al-Ahli.

## Kariera piłkarska
Abbas Ajad od początku kariery gra w klubie Al-Ahli. W 2010 zadebiutował w reprezentacji Bahrajnu. W 2011 został powołany do kadry na Puchar Azji rozgrywany w Katarze. Jego drużyna zajęła 3. miejsce w grupie i nie awansowała do dalszej fazy.